# TheCityUK
TheCityUK es una organización sin ánimo de lucro encargada de promover la industria de los servicios financieros y profesionales en el Reino Unido. Es reconocido como uno de los grupos de interés "más poderosos" y "más destacados" del sector, al mantener estrechos vínculos con el Gobierno del Reino Unido y con los encargados de la formulación de políticas en Bruselas y Washington D. C.
Aunque el término "The City" suele referirse a la City de Londres, el centro financiero más importante del mundo, la organización también representa a la industria en todo el Reino Unido. Como organismo dirigido por empresas, TheCityUK se distingue de la Corporación de la City de Londres, organismo administrativo del gobierno local del distrito de Londres y epicentro de la industria de los servicios financieros de la ciudad. En 2019, la organización se vinculó a la Alianza Mundial de Centros Financieros Internacionales como uno de sus 17 miembros.